# Andreas Duncker der Jüngere

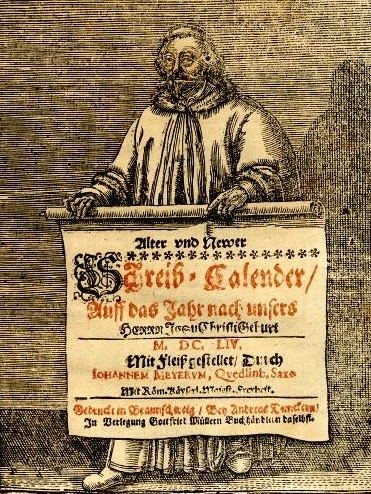
1655 von Andreas Duncker gedruckt:
Alter und Newer / Schreib = Calender / Auff das Jahr nach unsers / Herrn JesuChristiGeburt / M. DC. LV. / Mit Fleiß gestellet / Durch / Johannem Meyerum, Quedlinb. Saxo / Mit Röm. Kayserl. Majest. Freyheit. / Gedruckt in Braunschweig / Bey Andreas Dunckern / In Verlegung Gottfried Müllern Buchhändlern daselbst.
Dieser Kalender ist der Vorläufer des heutigen Braunschweigischen Kalenders.

Andreas Duncker, genannt Andreas Duncker der Jüngere, (* 1613 in Braunschweig; † 1657 ebenda) war ein deutscher Buchdrucker, Verleger und Ratsherr in Braunschweig.

## Leben und Werk
Andreas Duncker war der Sohn Andreas Dunckers des Älteren, der seit 1603 Buchdrucker und Verleger in Braunschweig war. Duncker d. Ä. starb 1629, mitten im Dreißigjährigen Krieg. Da sich sein 16-jähriger Sohn gerade erst freiwillig zum Kriegsdienst gemeldet hatte, führte Balthasar Gruber, Schwager Dunckers d. Ä., zunächst die Druckerei fort, übergab sie jedoch an Duncker d. J., als dieser 1637 nach Braunschweig zurückkehrte. 1638 erhielt Duncker eine eigene Drucklizenz, sodass von 1637 bis 1645 zwei Druckereien in Braunschweig existierten. Andreas Duncker d. J. betrieb die Druckerei bis zu seinem Tode 1657. Duncker d. J. arbeitete eng mit dem Braunschweiger Kupferstecher und Drucker Gottfried Müller und dem Magdeburger Drucker Emeran Kirchner zusammen.
Duncker d. J. druckte und verlegte 1640 das bereits 1619 von seinem Vater veröffentlichte „Rechenbuechlein“ des Braunschweiger Schreib- und Rechenmeisters Eberhard Pöpping. Ebenfalls 1640 erschien in Zusammenarbeit mit Gottfried Müller Justus Lipsius’ „De Cruce Libri Tres“, dessen editio princeps 1593 in Antwerpen erschienen war. 1643 erschien die „Newe KeyserChronica“ von Michael Sachs in Zusammenarbeit mit Emeran Kirchner. Darüber hinaus veröffentlichte Duncker Johann Royers botanisches Werk „Beschreibung des gantzen Fürstl. Braunschweig. gartens zu Hessem“, das bereits drei Jahre später eine Neuauflage erlebte.
Wie sein Vater vor ihm, druckte Duncker d. J. auch zahlreiche Gelegenheitsschriften und ab 1645 eine Wochenzeitung. Um 1655 druckte er verschiedene Ausgaben des 1650 erstmals erschienenen und noch heute verlegten Braunschweigischen Kalenders. 1657, im Jahre seines Todes, brachte Andreas Duncker d. J. die Pestschrift „Kurtze doch nöthige Erinnerungs- und Anweisung, wie ein jeder bey jtzigen verspürten Seuchen sich verhalten sol“ des Braunschweiger Stadtphysikus’ Lorenz Giesler heraus. Nach Dunckers Tod führte sein Neffe Johann Heinrich Duncker das Geschäft bis Ende 1680, als auch er starb, weiter.
Nachdem Balthasar Gruber 1645 verstorben war, übernahm seine Witwe dessen Druckerei und brachte diese 1647 durch Neuverheiratung an Christoph Friedrich Zilliger, der 1671 (nach Camerer und Fischer erst 1680) auch die Druckerei Duncker übernahm. Damit war nach 73 Jahren die Drucktradition der Familie Duncker in Braunschweig beendet.